# Lista de chefes de Estado da Hungria
Esta é a lista de chefes de Estado da Hungria, após o país declarar a sua independência do Império Austro-Húngaro, em 17 de outubro de 1918, e proclamar a Primeira República.
Para os governantes húngaros anteriores a 1918, ver Lista de soberanos da Hungria.

## Primeira República
- Mihály Károlyi, presidente provisório da República, 16 de novembro de 1918 – 21 de março de 1919

## República Soviética Húngara
- Sándor Garbai, presidente do Conselho Executivo Central, 21 de março – 1 de agosto de 1919
- Gyula Peidl, presidente interino da República, 1 de agosto – 6 de agosto de 1919

## Abolição da Primeira República
- Arquiduque José Augusto da Áustria, regente, 6 de agosto – 23 de outubro de 1919
- István Friedrich, presidente interino da República, 23 de outubro – 24 de novembro de 1919
- Károly Huszár, presidente interino da República, 24 de novembro de 1919 – 1 de março de 1920

## Restauração da Monarquia
- Miklós Horthy, regente, 1 de março de 1920 – 15 de outubro de 1944
- Ferenc Szálasi, líder da nação húngara, 16 de outubro de 1944 – 28 de março de 1945
- Béla Miklós, primeiro-ministro, 21 de dezembro de 1944 – 2 de fevereiro de 1946

## Segunda República
- Zoltán Tildy, presidente da República, 2 de fevereiro de 1946 – 2 de agosto de 1948
- Árpád Szakasits, presidente da República, 2 de agosto de 1948 – 26 de abril de 1950

## República Popular da Hungria

### Presidentes do Conselho Presidencial
- Sándor Rónai, 26 de abril de 1950 – 14 de agosto de 1952
- István Dobi, 14 de agosto de 1952 – 13 de abril de 1967
- Pál Losonczi, 13 de abril de 1967 – 25 de junho de 1987
- Károly Németh, 25 de junho de 1987 – 29 de junho de 1988
- Brunó Ferenc Straub, 29 de junho de 1988 – 18 de outubro de 1989

### Secretários-Gerais doPartido dos Trabalhadores Húngaros/Partido Operário Socialista Húngaro
- Mátyás Rákosi, 12 de junho de 1948 - 18 de julho de 1956
- Ernő Gerő, 18 de julho de 1956 - 25 de outubro de 1956
- János Kádár, 25 de outubro de 1956 - 27 de maio de 1988
- Károly Grósz, 27 de maio de 1988 - 7 de outubro de 1989

## Proclamação da Terceira República
- Mátyás Szűrös, presidente interino da República, 18 de outubro de 1989 – 2 de maio de 1990
- Árpád Göncz, presidente da República, 2 de maio de 1990 – 4 de agosto de 2000
- Ferenc Mádl, presidente da República, 4 de agosto de 2000 – 5 de fevereiro de 2005
- László Sólyom, presidente da República, 5 de fevereiro de 2005 – 5 de agosto de 2010
- Pál Schmitt, presidente da República, 5 de agosto de 2010 – 2 de abril de 2012[1]
- László Kövér, presidente interino da República, 2 de abril – 10 de maio de 2012
- János Áder, presidente da República, 10 de maio de 2012 – 10 de maio de 2022 [1][2]
- Katalin Novák, presidente da República, 10 de maio de 2022 – 26 de fevereiro de 2024
- László Kövér, presidente interino da República, 26 de fevereiro – 5 de março de 2024
- Tamás Sulyok, presidente da República, 5 de março de 2024 – presente